# Сульмталер
Сульмталер (нем. Sulmtaler) — старая и редкая порода кур мясо-яичной продуктивности. Современное название носит с 1907 года.
Выведена в самом начале XIX века в Штирии, специально для получения каплунов. С 1865 года породу скрещивали с брамой, кохинхином, лангшаном, в результате исходный откормочный тип был утрачен. Для восстановления мясной продуктивности понадобились скрещивания с гуданом и доркиномг, а общий тип восстановлен скрещиванием с альтштайрером. Как самостоятельная порода сульмталер сформировался к началу XIX века.
Крепко сложенная, коренастая курица деревенского типа. Туловище прямоугольной формы, глубокое и широкое. Грудь глубокая, живот округлый. Хвост поставлен под прямым углом, хвостовые перья не слишком длинные, но широкие, содержат много косиц. Гребень прямостоячий, у куриц может отгибаться в сторону, образуя складку. За гребнем имеется небольшой хохол, более заметный у куриц. Глаза оранжево-красные. Мочки ушей белые, иногда с красной окантовкой. Голени почти не выступают за линию низа, цевки средней длины. Стандартные окрасы золотисто-пшеничный и белый.
Порода отличается высокой яйценоскостью и очень хорошей мясной продуктивностью. Птицы выносливые, быстрорастущие, хорошо откармливаются. Масса петухов 3-4 кг, куриц 2,5-3,5 кг. Цвет скорлупы от кремового до светло-коричневого.
Карликовый сульмталер — миниатюрная разновидность породы — выведена в Западной Германии, стандарт утверждён в 1986 году. При выведении разновидности большие сульмталеры скрещивались с карликовыми курами: падуанами окраса шамуа, орпингтонами, немецкими карликовыми. Внешне карликовая форма подобна большой, окрасы золотисто- и голубо-пшеничный. Масса петухов 1,1 кг, куриц 0,9 кг. Мясная продуктивность умеренная, яйценоскость очень хорошая.